# Alexiaden

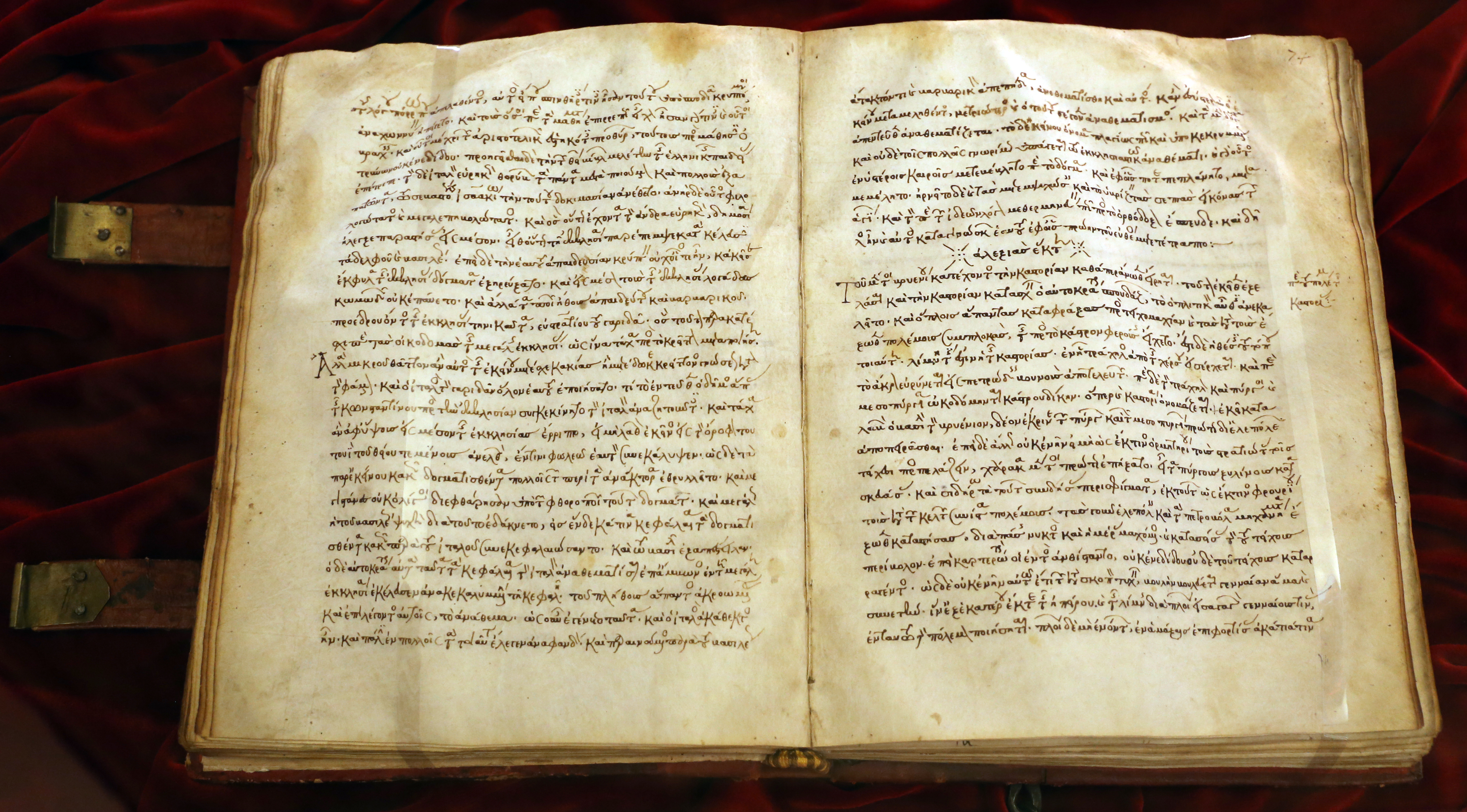
Manuskript från 1100-talet av Alexiaden som finns att beskåda på Biblioteca Medicea Laurenziana i Florens

Alexiaden är en medeltida historisk och biografisk text skriven av den bysantinska prinsessan Anna Komnena, dotter till   Alexios I Komnenos . När Anna Komnena gick i kloster 1137 började hon ägna sig åt vetenskaplig och litterär verksamhet som resulterade i Alexiaden. Verket  är starkt panegyriskt. Med inspiration från de antika eposen skildrar hon sin faders, Kejsar Alexios, förhållande  till korsriddarna och de intriger och statskupper som präglade hans tid vid makten.